# ペク・スリン
ペク・スリン（白秀麟、백수린、1982年 - ）は韓国の女性小説家。仁川生まれ。

## 経歴
延世大学校仏文科卒。西江大学校大学院とリヨン第2大学の合同課程で仏文科博士課程修了。現在は作家活動のほか、講師として東国大学校と慶熙サイバー大学で小説創作を、西江大学校と崇実大学校で仏文学を教える。
2011年に短編小説「嘘の練習｣（京郷新聞新春文藝）でデビュー。2015年、2017年、2019年に文学村若き作家賞、2018年に文知文学賞、李海朝文学賞。2020年に現代文学賞、韓国日報文学賞をそれぞれ受賞した。
著書に短編集『フォーリング・イン・ポール』『惨憺たる光』（書肆侃侃房刊）『今夜は消えないで』、中編小説『親愛なる、親愛なる』、エッセー『やさしい毎日毎日』などがある。

## 邦訳作品
- 『惨憺たる光』カン・バンファ訳、書肆侃侃房、韓国女性文学シリーズ、2019年6月
- 『静かな事件』李聖和 訳、クオン、韓国文学ショートショート、2019年10月
- 『夏のヴィラ』カン・バンファ訳、書肆侃侃房、韓国女性文学シリーズ、2022年4月